# Jedlińsk (gromada)
Jedlińsk – dawna gromada, czyli najmniejsza jednostka podziału terytorialnego Polskiej Rzeczypospolitej Ludowej w latach 1954–1972.
Gromady, z gromadzkimi radami narodowymi (GRN) jako organami władzy najniższego stopnia na wsi, funkcjonowały od reformy reorganizującej administrację wiejską przeprowadzonej jesienią 1954 do momentu ich zniesienia z dniem 1 stycznia 1973, tym samym wypierając organizację gminną w latach 1954–1972.
Gromadę Jedlińsk siedzibą GRN w Jedlińsku utworzono – jako jedną z 8759 gromad na obszarze Polski – w powiecie radomskim w woj. kieleckim, na mocy uchwały nr 13i/54 WRN w Kielcach z dnia 29 września 1954. W skład jednostki weszły obszary dotychczasowych gromad Jedlanka, Jedlińsk, Wola Gutowska, Płasków i Piaseczno (bez wsi Marcelów) ze zniesionej gminy Jedlińsk w tymże powiecie. Dla gromady ustalono 25 członków gromadzkiej rady narodowej.
31 grudnia 1959 do gromady Jedlińsk przyłączono obszar zniesionej gromady Ludwików.
31 grudnia 1961 do gromady Jedlińsk przyłączono wsie Nowa Wola, Romanów i Urbanów oraz kolonie Zawady Nowe, Jedlińsk B. i Franciszków ze zniesionej gromady Zawady.
1 lipca 1967 do gromady Jedlińsk przyłączono wieś Nowa Wola z gromady Bierwce (uchwałę opublikowano dopiero 25 kwietnia 1969).
Gromada przetrwała do końca 1972 roku, czyli do kolejnej reformy gminnej. 1 stycznia 1973 reaktywowano gminę Jedlińsk.